# 1946 en Lorraine
Chronologie de la Lorraine
- 1942
- 1943
- 1944
- 1945
- 1946
- 1947
- 1948
- 1949
- 1950

Cette page est une liste d'événements qui se sont produits durant l'année 1946 en Lorraine.

## Éléments de contexte
- La Moselle est le département français le plus spolié pendant l'occupation allemande[1].
- Pendant le conflit qui vient de s'achever, l'Alsace et la Moselle occupées ont fourni 1 % du contingent total des forces armées allemandes, soit 134 000 hommes, dont 103 000 Alsaciens et 31 000 Mosellans. Parmi les 134 000 hommes qui furent appelés par le Troisième Reich, environ 30 % furent tués ou portés disparus, 30 000 blessés et 10 000 invalides[2].

- Avec 622 145 habitants contre 696 246 habitants en 1936, le département de la Moselle a perdu 11 % de la population en 10 ans. Le canton de Volmunster a perdu presque la moitié de sa population (47,6 %)

## Événements

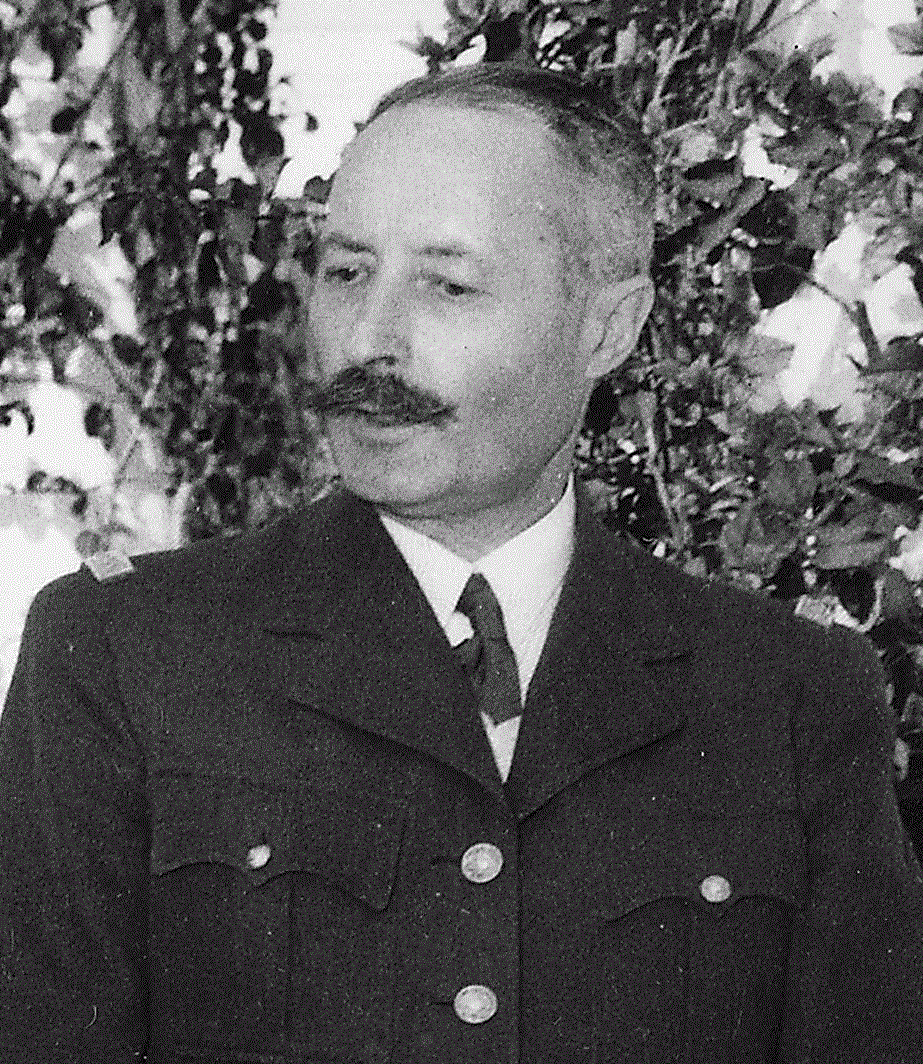
Henri Giraud.

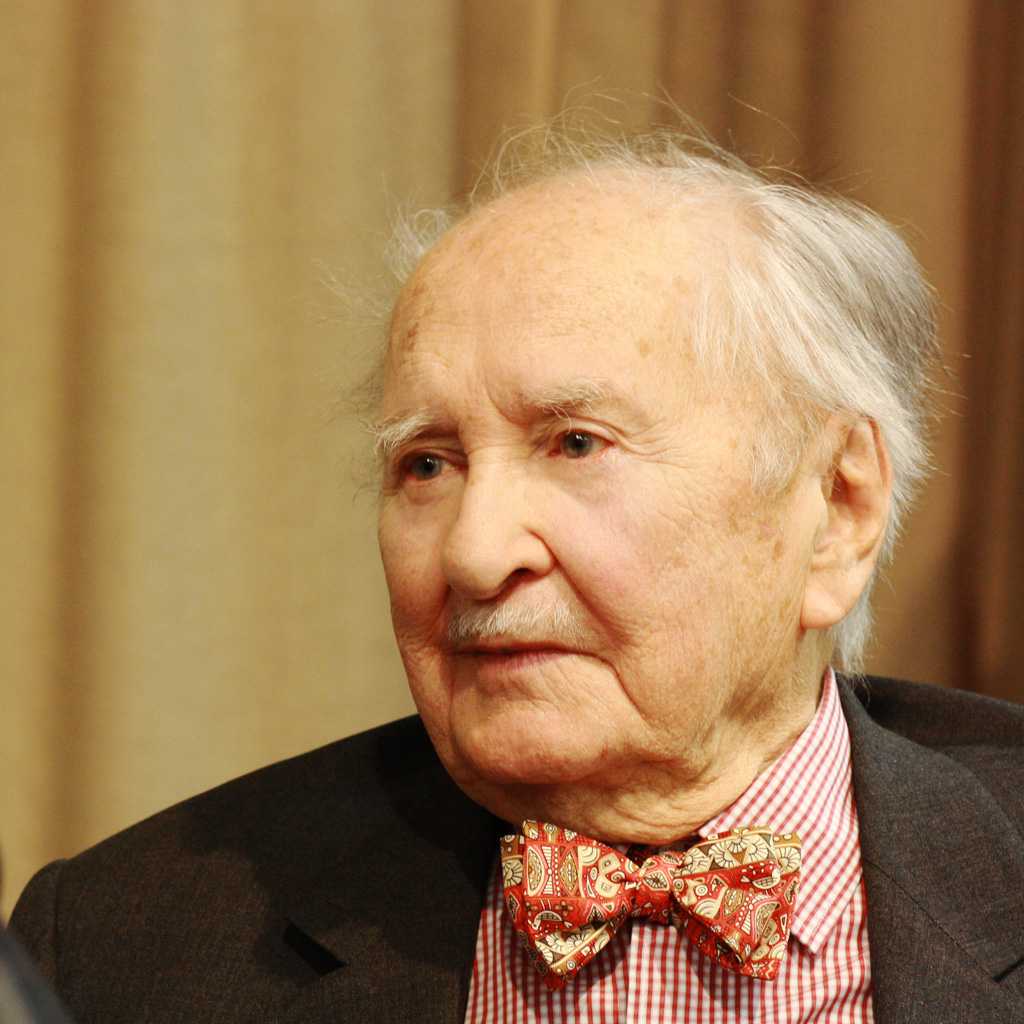
Robert Chambeiron.

- La Poste édite un timbre à l'effigie du blason de la Lorraine[3].
- Les Stades Réunis Déodatiens sont fondés en 1946 à Saint-Dié de la fusion du Stade déodatien et de l'US Saint-Dié. Ils intègrent ensuite un grand club omnisports sous le nom de Sports réunis déodatiens.
- Disparition du quotidien Le Messin.
- Création des Houillères du bassin de Lorraine[4].

- 1 janvier :  rétablissement des impôts sur les revenus de 1945 en Moselle.
- 13 mars : Metz est préférée à Nancy pour devenir le siège du commandement de la sixième région militaire[1],[5].
- 9 mai, André Vial, qui avait dénoncé les chefs de l'Armée Secrète dans les Vosges est exécuté[6].
- 17 mai : nationalisation des houillères : elles deviennent les Charbonnages de France[5].
- Juin : élections législatives, sont élus députés de Meurthe-et-Moselle : Pierre-Olivier Lapie;  Jean Crouzier, PRL jusqu'en 1958; Maurice Kriegel-Valrimont, alors qu'il est toujours membre de l'Union progressiste, il intègre le comité central du PCF en 1947 et Louis Marin
- Sont élus députés de la Moselle : Émile Engel, réélu, député jusqu'au 27 novembre 1946; Henri Giraud (militaire), élu sous l'étiquette du Parti républicain de la liberté à l'Assemblée constituante française, il participe activement aux discussions sur l'élaboration de la Constitution de la Quatrième République que, finalement, il n'approuve pas; Raymond Mondon (1914-1970); Alfred Krieger - UDSR; Pierre Muller - PCF; Joseph Schaff - MRP;  Robert Schuman - MRP et Jules Thiriet - MRP.
  - La compétition, dans les Vosges est indécise entre le MRP (42 478 voix - deux sièges), la liste gaulliste (42 238 suffrages) et la liste communiste (41 713 voix) ; les socialistes (30 438 suffrages) obtiennent le 5e siège. Sont élus dans les Vosges : Auguste Farinez (MRP);  Marcel Poimbœuf (MRP);  André Barbier (gaulliste);  Robert Chambeiron (URR); Maurice Poirot (SFIO) et Jean Baumann (républicain indépendant).
- 28 juin : Création, par décret, des Houillères du bassin de Lorraine (HBL)[5].
- 26 septembre, football : premier derby entre Metz et Nancy. Le FC Metz remporte le match contre le FC Nancy par 6 buts à 0[7].
- 29 septembre : Discours d'Épinal. Le Général de Gaule expose ses souhaits pour les institutions de la France[5].
- 8 décembre : élections sénatoriales, sont élus sénateurs de Meurthe-et-Moselle : Émile Fournier;  Robert Gravier et  Georges Lacaze.
- Pierre Muller (homme politique) est élu sénateur de Moselle.
- 12 décembre : André G. , dernier exécuté dans le département des Vosges, sera fusillé sur le champ de tir d'Epinal. En effet, la guillotine ne pourra pas être déplacée de Paris à la suite des difficultés de transports de l'immédiat après-guerre[6].
- 17 décembre : dernière exécution capitale dans les Vosges, le condamné est fusillé à Épinal[8].

## Inscriptions ou classements aux titre des monuments historiques

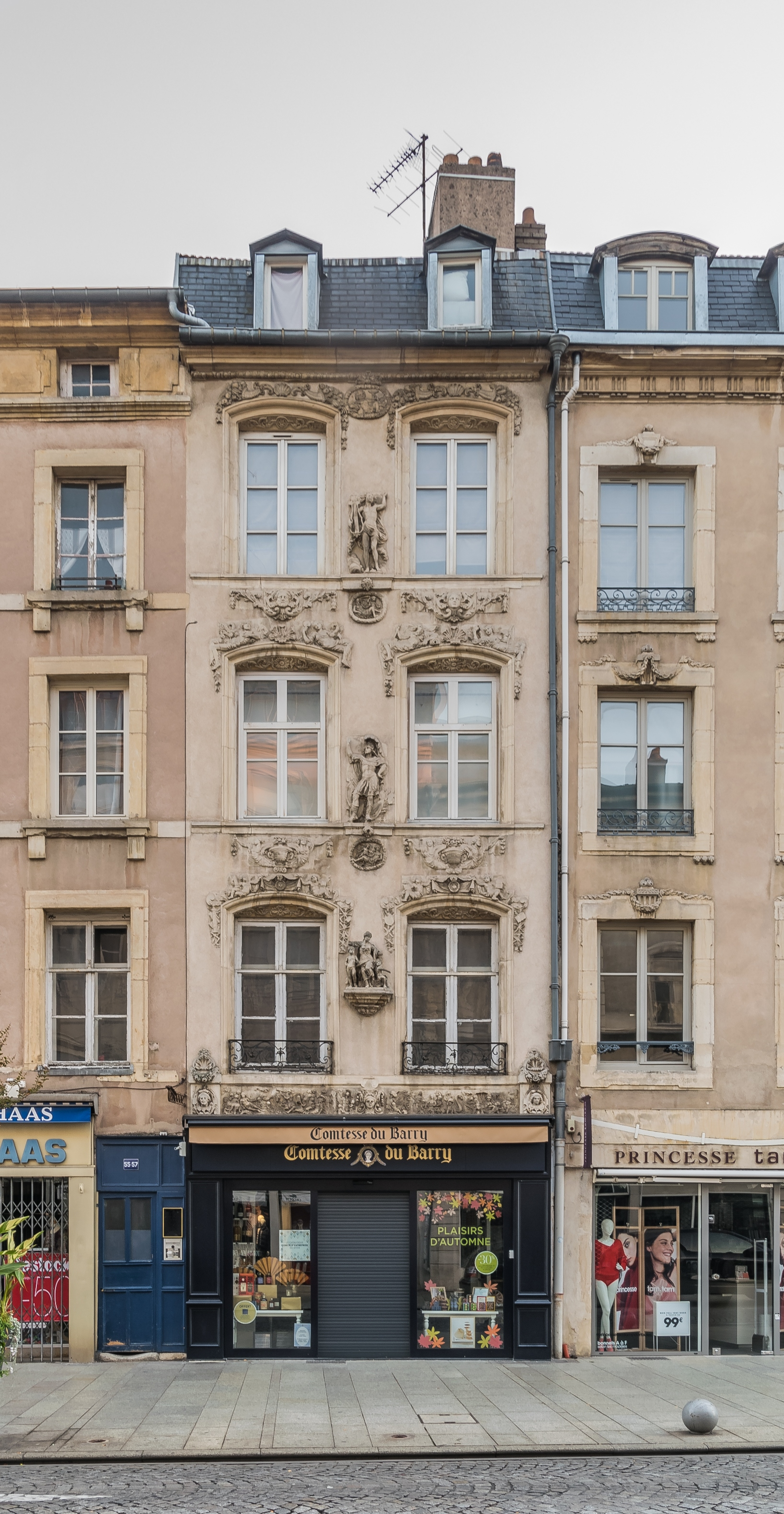
Maison des Adam à Nancy

- En Meurthe-et-Moselle : Hôtel de Gellenoncourt à Nancy[9], Maison des Adam à Nancy[10]; Hôtel de Lignéville à Nancy[11]; Hôtel de Rogéville à Nancy[12]; Hôtel de Rennel à Nancy[13]; Maison de Hanvs à Nancy[14]; Hôtel de Hautoy à Nancy[15]; Bibliothèque municipale de Nancy[16]
- En Meuse : ; Abbaye Saint-Paul de Verdun[17]
- Dans les Vosges : Église Saint-Rémy de Domrémy-la-Pucelle[18]

## Naissances

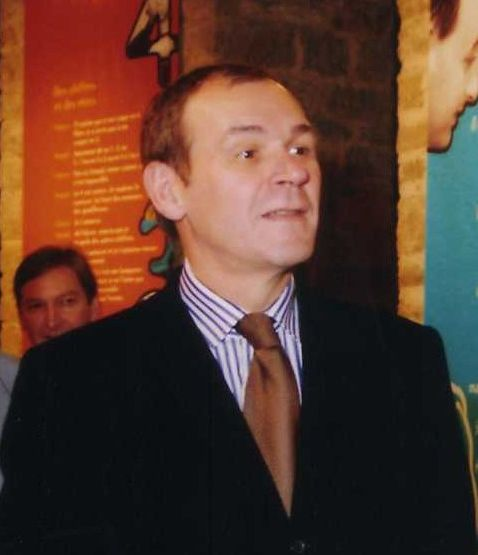
Jean-Jacques Aillagon en 2003

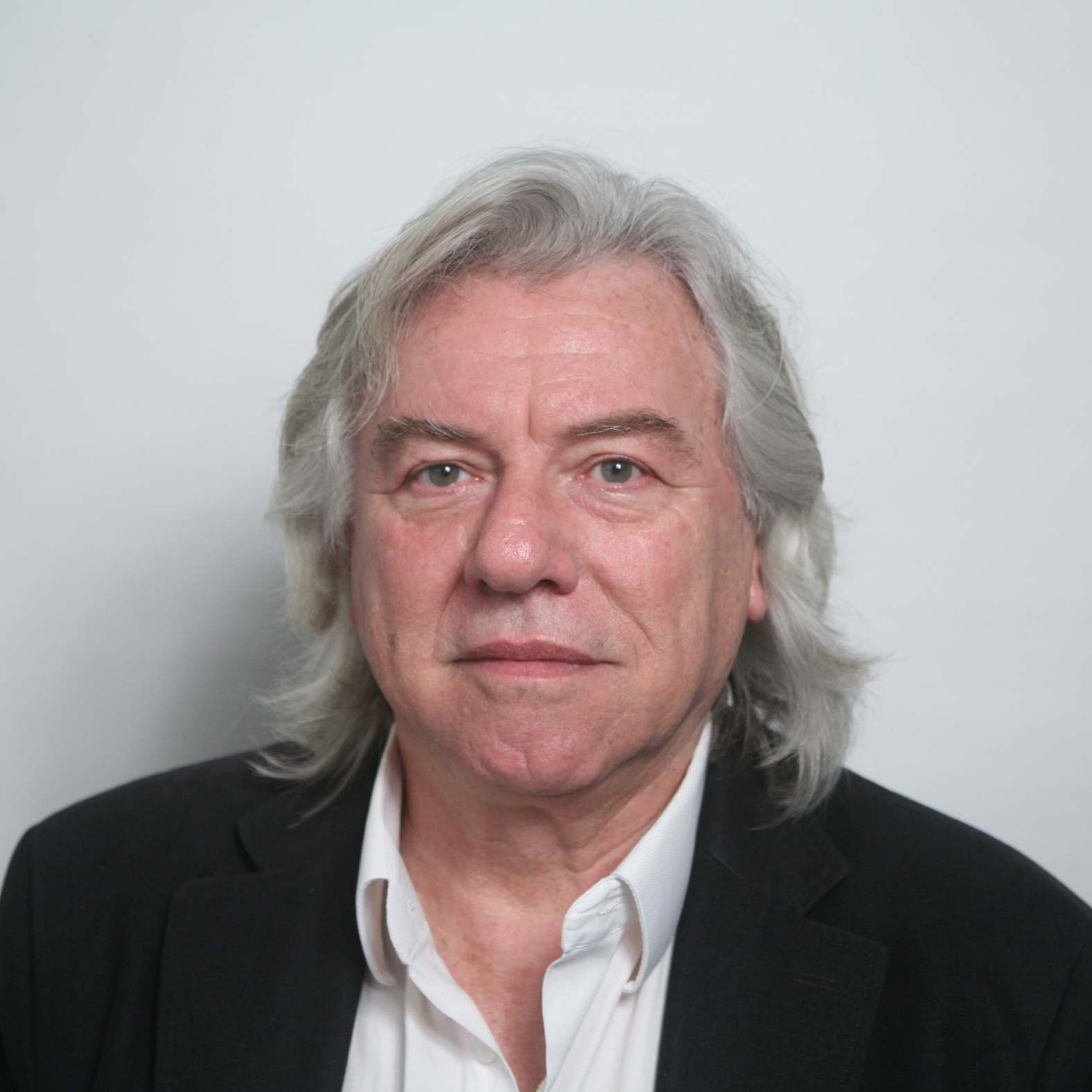
Jean-Louis Guébourg.

- Jean-Pierre Meyer, né à Metz, un général de division français. Il est le cofondateur [19],[20] et président du Cercle K2, un lieu qui développe des espaces de rencontre et de dialogue entre professionnels issus de tous horizons, à la fois cercle de réflexion opérationnel et club.
- 21 janvier à Nancy : Dominique Briquel , universitaire français spécialiste d'archéologie et d'étruscologie.
- 23 janvier à Nancy : Robert Scouvart, mort le 13 juin 2011 à Strasbourg, était un dessinateur, auteur et illustrateur de livres pour enfants, mais également graphiste et peintre.
- 5 février à Laxou : François Geindre, mort le 2 janvier 2023 à Caen[21],[22], homme politique français, avocat de profession, notoire pour son activité en matière de politique de la ville.
- 3 mars à Moyeuvre-Grande : Jean-Daniel Dubois, historien des religions et universitaire français. Spécialiste des courants gnostiques des premiers siècles chrétiens et des écrits apocryphes chrétiens, il est directeur d'études à l'École pratique des hautes études et titulaire de la chaire « Gnose et manichéisme » de 1991 à 2014.
- 11 mars à Villacourt : Henri Ledroit, décédé le 10 mai 1988 à Nancy, contreténor français.
- 12 mars à Bar-le-Duc : Christian Pierret, homme politique français. Membre du Parti socialiste, il a été ministre, député des Vosges et maire de Saint-Dié-des-Vosges.
- 23 mars à Hayange : Jean-Claude Bonato, joueur français de basket-ball.
- 10 avril à Creutzwald : Gaston Schwinn, astrologue et ancien journaliste au Républicain lorrain. Il est mort le 14 mai 2015 à Metz (Moselle)[23].
- 12 avril : Patricia Burckhart-Vandevelde, femme politique française.
- 14 avril à Moyeuvre-Grande : Mireille Guiliano, autrice franco-américaine.
- 2 mai à Tomblaine : Dany Snobeck, pilote automobile français courant aussi bien en rallye que sur circuit.
- 4 mai à Sarreguemines : Sylvain Post, mort à Vantoux (Moselle) le 13 janvier 2015[24], journaliste et un écrivain français en Sciences de la Terre.
- 5 mai à Verdun : Hervé Revelli, footballeur international puis entraîneur français.
- 31 mai à Lunéville : Daniel Colling, entrepreneur de spectacles et directeur artistique, fondateur du Printemps de Bourges.
- 16 juin :
  - à Jarny : Gérard Biguet, arbitre international français de football.
  - à Neufchâteau  : Bernard Friot, sociologue et économiste français, professeur émérite à l'université Paris-Nanterre (Paris X)[25].
- 17 juin à Nancy : Michel Waldschmidt, mathématicien français, spécialiste en théorie des nombres, en particulier des nombres transcendants.
- 25 août à Nancy : Jean-François Chevalier, graveur et professeur de gravure.
- 27 août à Phalsbourg : Marc Stenger, évêque catholique français, évêque de Troyes de 1999 à 2020.
- 30 août à Metz : Richard Wertenschlag, rabbin français contemporain, Grand-rabbin de Lyon de 1976 à 2020.
- 2 octobre à Metz : Jean-Jacques, Claude, Aillagon, dirigeant d'institutions culturelles, ancien ministre de la Culture et de la Communication des gouvernements de Jean-Pierre Raffarin, sous la présidence de Jacques Chirac.
- 26 octobre à Cirey-sur-Vezouze : Jean-Louis Guébourg, géographe français né  le 26 octobre 1946.
- 4 novembre à Vittel : Bernard Lemaire, mort le 6 mars 2009, est un haut fonctionnaire français. Comme préfet de l'Aude, il a eu à gérer plusieurs fermetures d'usines dans un contexte social sensible, et la Fusillade de Carcassonne en 2008, au sein du 3e RPIMa.
- 24 novembre à Vitry-sur-Orne : Stéphan Koziak, mort le 25 octobre 2012 à Fameck, acteur français.
- 25 novembre à Ennery (Moselle) : Michel Vergnier, homme politique socialiste français, député de 1997 à 2017 et maire de Guéret de 1998 à 2020.
- 26 novembre à Metz : François Ascher, décédéle 8 juin 2009 à Paris[26],[27]) est un urbaniste et sociologue français diplômé en sciences économiques, docteur en études urbaines et en sciences humaines. Spécialisé dans l'étude des phénomènes métropolitains et de la planification urbaine, il a notamment exploré les concepts de « métapole » et d'« hypermodernité ».
- 27 novembre à Sarreguemines : Roland Minnerath, prélat catholique français, archevêque de Dijon de 2004 à 2022[28].
- 8 décembre à Saint-Dié-des-Vosges : Maxime Benoît-Jeannin, poète, romancier, biographe, essayiste et polémiste français.
- 14 décembre à Nancy : Marie-Claude Gaudel, mathématicienne, informaticienne et professeure émérite d’informatique à l’Université Paris-Sud. Elle a reçu la médaille d'argent du CNRS en 1996[29].
- 16 décembre à Sarreguemines : Marianne Haas-Heckel, autrice et une traductrice française.
- 19 décembre à Algrange : Alain Pelosato[30], écrivain, essayiste et éditeur français.
- 30 décembre à Metz : Dominique Durand[31], alias Jeanne Lacane, mort le 2 juillet 2006 en Italie, journaliste français.

## Décès

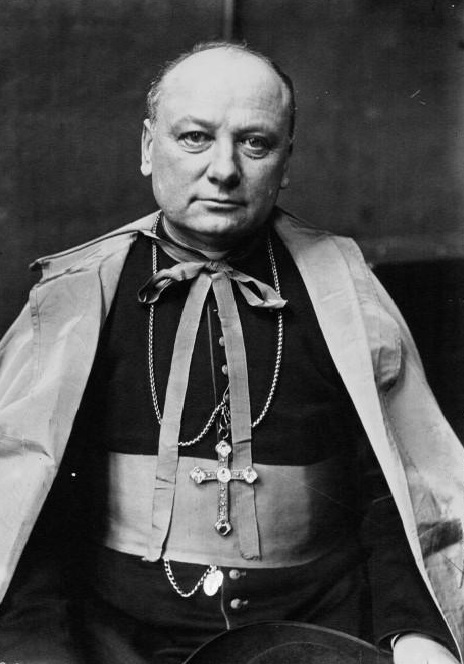
Charles Ginisty

- 7 janvier à Verdun : Charles-Marie-André Ginisty, né le 8 mai 1864 à Saint-Saturnin-de-Lenne (Aveyron, France), prélat catholique français, évêque de Verdun de 1914 jusqu'à sa mort. Il est l'initiateur de l'ossuaire de Douaumont.
- 30 août à Nancy : Léon Cayotte, né à Nancy le 15 septembre 1875[32], architecte français. Sans jamais faire partie de l'École de Nancy, il appartient à la génération nancéienne de l'Art nouveau.
- 1er septembre à Nancy : César Pain, né à Pontarlier le 29 avril 1872[33], architecte français, représentant de l’Art nouveau, membre de l’École de Nancy. Il a notamment construit dix-sept maisons rue Félix-Faure à Nancy, dont douze entre 1909 et 1912.